# Xysticus bradti
Xysticus bradti là một loài nhện trong họ Thomisidae.
Loài này thuộc chi Xysticus. Xysticus bradti được Willis J. Gertsch miêu tả năm 1953.